# Мишель, Майкл
Майкл Мишель (англ. Michael Michele, род. 30 августа 1966) — американская актриса.

## Жизнь и карьера
Майкл Мишель Уильямс родилась в Эвансвилле, штат Индиана в семье афро-американской женщины и белого мужчины. В 1984 году она переехала в Нью-Йорк и отбросила фамилию Уильямс, начав свою карьеру актрисы со съемок в рекламе и музыкальных клипах.
Майкл Мишель добилась наибольшей известности благодаря своей роли доктора Клео Финч в телесериале «Скорая помощь», где она снималась в 1999—2002 годах. Ранее она снялась в финальном сезоне сериала «Убойный отдел», а также в нескольких других недолго просуществовавших полицейских сериалах.
На большом экране Майкл Мишель, вероятно, наиболее известна благодаря роли злодейки в фильме 2003 года «Как отделаться от парня за 10 дней». Также у неё были заметные роли в фильмах «Шестой игрок» (1997), «Али» (2001) и «Проклятый сезон» (2002). Кроме того, она снялась в недолго просуществовавшем сериале «Кевин Хилл» в 2004—2005 годах, в 2007 году появилась в двух эпизодах «Доктора Хауса», а в 2011 году — в нескольких эпизодах сериала «Сплетница».

## Избранная фильмография
- Нью-Джек-Сити (1991)
- Dangerous Curves (34 эпизода, 1992—1993)
- New York Undercover (12 эпизодов, 1994—1995)
- Шестой игрок (1997)
- Нью-Йорк, Центральный парк (21 эпизод, 1995—1996)
- Замена. Последний урок 1998)
- Тварь Питера Бенчли (1998)
- Убойный отдел (22 эпизода, 1998—1999)
- Скорая помощь (55 эпизодов, 1999—2002)
- Али (2001)
- Проклятый сезон (2002)
- Как отделаться от парня за 10 дней (2003)
- Kevin Hill (22 эпизода, 2004—2005)
- Код убийства: Охота на киллера (2005)
- Доктор Хаус / House (2007) — доктор Самира Терзи
- Сплетница / Gossip Girl (2011) — Джейн Беттинджер